# Pristimantis appendiculatus
Espèce
Synonymes
- Hylodes appendiculatus Werner, 1894
- Eleutherodactylus appendiculatus (Werner, 1894)

Statut de conservation UICN

 LC  : Préoccupation mineure
Pristimantis appendiculatus est une espèce d'amphibiens de la famille des Craugastoridae.

## Répartition
Cette espèce se rencontre  entre 1 460 et 2 800 m d'altitude sur le versant Ouest de la cordillère Occidentale :
- dans le sud-ouest de la Colombie dans le département de Nariño ;
- dans le nord-ouest de l'Équateur dans les provinces de Pichincha et d'Imbabura.

## Description
L'holotype de Pristimantis appendiculatus mesure 24 mm.

## Publication originale
- Werner, 1894 : Herpetologische Nova. Zoologischer Anzeiger, vol. 17, p. 410-415 (texte intégral).